# Samuel Arnold
Samuel Arnold, född 10 augusti 1740, död 22 oktober 1802, var en engelsk tonsättare och organist. 

## Biografi
Arnold föddes i London som son till en Thomas Arnold (hans mor påstods vara prinsessan Amelia av Storbritannien) och började skriva musik för teatern omkring 1764. Några år senare blev han dirigent vid Marylebone Gardens för vilken mycket av hans populärmusik var skriven. 1777 anställdes han hos George Colman den äldre vid The Little Theatre vid Haymarket. År 1783 blev han organist i Chapel Royal, och 1793 i Westminster Abbey, där han sedermera blev begravd.
Som dr. musices blev Arnold 1789 ledare av Academy of Ancient Music. Han deltog i redigerandet av Boyces kyrkliga hymner, liksom av den första samlade upplagan av Händels arbeten.

## Verk i urval
- The Maid of the Mill (1765)
- Abimelech (1768)
- The Prodigal Son (1773)
- The Baron Kinkvervankotsdorsprakingatchdern (1781)
- The Castle of Andalusia (1782)
- Turk and No Turk (1785)
- Inkle and Yarico (1787)

Han är känd för att han gav ut den första samlingen med verk av Georg Friedrich Händel mellan 1787 och 1797 i 180 delar. Detta var den mest omfattande utgåvan av Händels musik före den som gavs ut av Händel-Gesellschaft under senare hälften av 1800-talet.